# Edu y el Pollo
Edu y el Pollo fue un dúo de rock de la Argentina, formado en Punta del Este, Uruguay, en el año 1978.

## Historia
Durante una breve convivencia con Vinicius de Moraes en Punta del Este, Eduardo Makaroff (exintegrante de Los Hermanos Makaroff) y el Pollo Mactas decidieron conformar un dúo musical. Hicieron presentaciones en esa ciudad y en Buenos Aires. En 1983 grabaron su primer LP, Muchas Cosas, en el contaron la participación de Charly García, Andrés Calamaro, Daniel Melingo, Gustavo Donés, Alejandro Lerner y Jorge Minissale. Al año siguiente editaron Edu y el Pollo, con García, Calamaro, Melingo, Lerner, Piero y Suéter. También participaron en un programa infantil en ATC, junto a Gachi Ferrari. 
El dúo se disolvió, pero Mactas y Makaroff continuaron trabajando juntos en Francia, donde se radicaron, como el dúo Mano a Mano. Allí introdujeron el Tango Joyeux, tango divertido, que recupera los orígenes humorísticos del tango del 900.

## Discografía
- Muchas cosas (1983)
- Edu y el Pollo (1984)